# Paléospace l'Odyssée
Le Paléospace l'Odyssée est un musée d'histoire naturelle spécialisé en paléontologie, situé en Normandie, à Villers-sur-Mer (département du Calvados), ouvert le 20 avril 2011. Il est consacré au méridien de Greenwich, au marais de Villers-sur-Mer et aux fossiles découverts sur le site voisin des falaises des Vaches Noires.

## Histoire
En 1979, Michel Riout, ancien directeur de recherche au CNRS en géologie à l’université de Caen, crée l'Association paléontologique de Villers-sur-Mer. Cette association abrite ses collections (fruit de 200 ans de collecte sur le site des Vaches Noires) dans deux salles de l'Office de tourisme mises à disposition par la municipalité. En 2003, ces deux salles obtiennent le statut Musée de France. Avant l'ouverture du musée dans un lieu dédié, un comité scientifique est constitué et est chargé de réfléchir sur ses grandes orientations thématiques. Porté par la ville et la communauté de communes, le Paléospace ouvre ses portes le 20 avril 2011 avec comme objectif de faire découvrir les sites remarquables de la commune : les falaises des Vaches Noires, le marais de Villers-Blonville et le méridien de Greenwich,.
Le musée est nommé pour l'European Museum of the Year Award 2012.
Deux ans plus tard, répondant au retour de la dinomania sous l'effet de la série Jurassic Park, le musée développe une nouvelle aile consacrée aux « Dinosaures de Normandie ».
Conséquence de la loi NOTRe, le musée devient intercommunal en 2017. Le 18 octobre 2017, est inauguré un planétarium imaginé par les médiateurs scientifiques du musée.
Au 1er janvier 2021, le Paléospace est repris par la commune de Villers-sur-Mer sous statut d'établissement public à caractère industriel et commercial.

## Fréquentation
Le Paléospace a vu sa fréquentation augmenter régulièrement (hors fermeture Covid) et bat des records en 2023 et 2024 avec plus de 70 000 visiteurs.

## Description
Le musée s'étend sur 450 m² dont 300 m² de surface d'exposition permanente[réf. souhaitée]. Le bâtiment fait 1 000 m2 au total.

## Thématique
Le musée, situé dans le marais de Villers-Blonville, non loin de la plage, est le seul site de Normandie consacré à la paléontologie. Il traite également du marais littoral et du méridien de Greenwich, qui passe sur la commune. On peut notamment y admirer les différentes découvertes paléontologiques, comme un crocodile marin de Normandie.
Il est équipé d'un planétarium, dont le dôme mesure 5,5 m de diamètre.

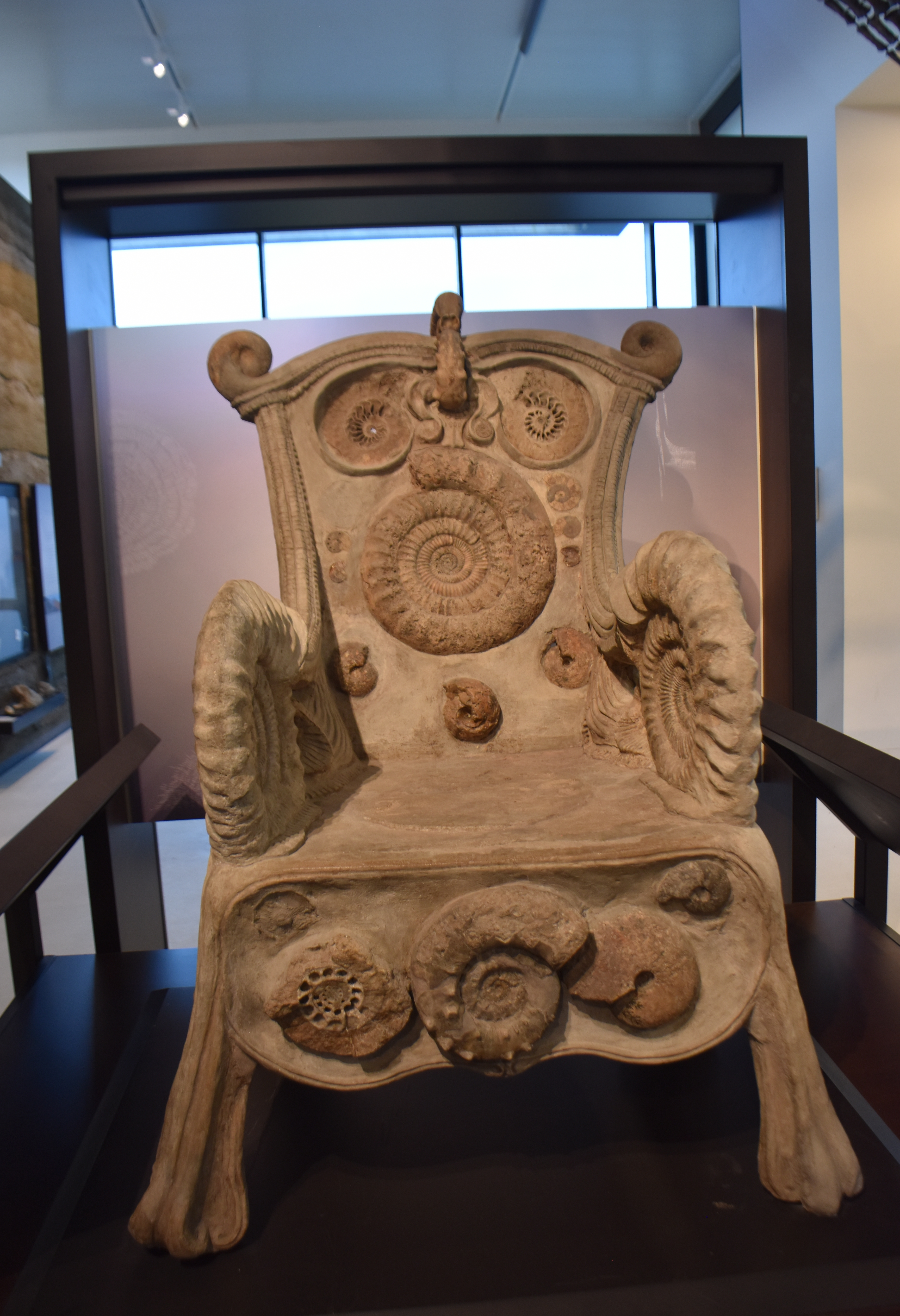
Le fauteuil Postel

## Éléments exposés
Les collections paléontologiques (près de 10 000 boites de fossiles) sont stockées dans les réserves du musée qui se trouvent dans les locaux de l'ancienne gare villersoise. Seules 15 % à 20 % des collections de ces 27 000 fossiles sont exposées au musée,.
L'essentiel des éléments exposés est issu de collections privées (collection Postel, Petit-Gillet, Queromain, Ranson). Le musée dispose de pièces déposées dans le cadre de conventions signées avec d'autres organismes tels que le Museum d'histoire naturelle :
- Ophthalmosaurus dit Anna : fossile d'ichtyosaure découvert aux États-Unis. Long de 5,40 m, il possède, en rapport à sa taille, le plus grand œil de toutes les espèces marines connues[14].
- le « fauteuil de Postel », mobilier en rocaille incrusté d'une quarantaine de fossiles (majoritairement de la famille des ammonites, par Ferdinand Postel. Collectionneur de fossiles, cet artiste-photographe l'a réalisé entre 1900 et 1903  pour le jardin de sa Villa de Montaut à Villers-sur-Mer[15].
- un squelette de Liopleurodon de 10 mètres de long.

En 2016, le musée a récupéré de l'ancien musée Les Fosses d'Enfer de Saint-Rémy, qui a fermé définitivement ses portes en 2014, le squelette de stégosaure en fer qui se trouvait devant.

## Galerie

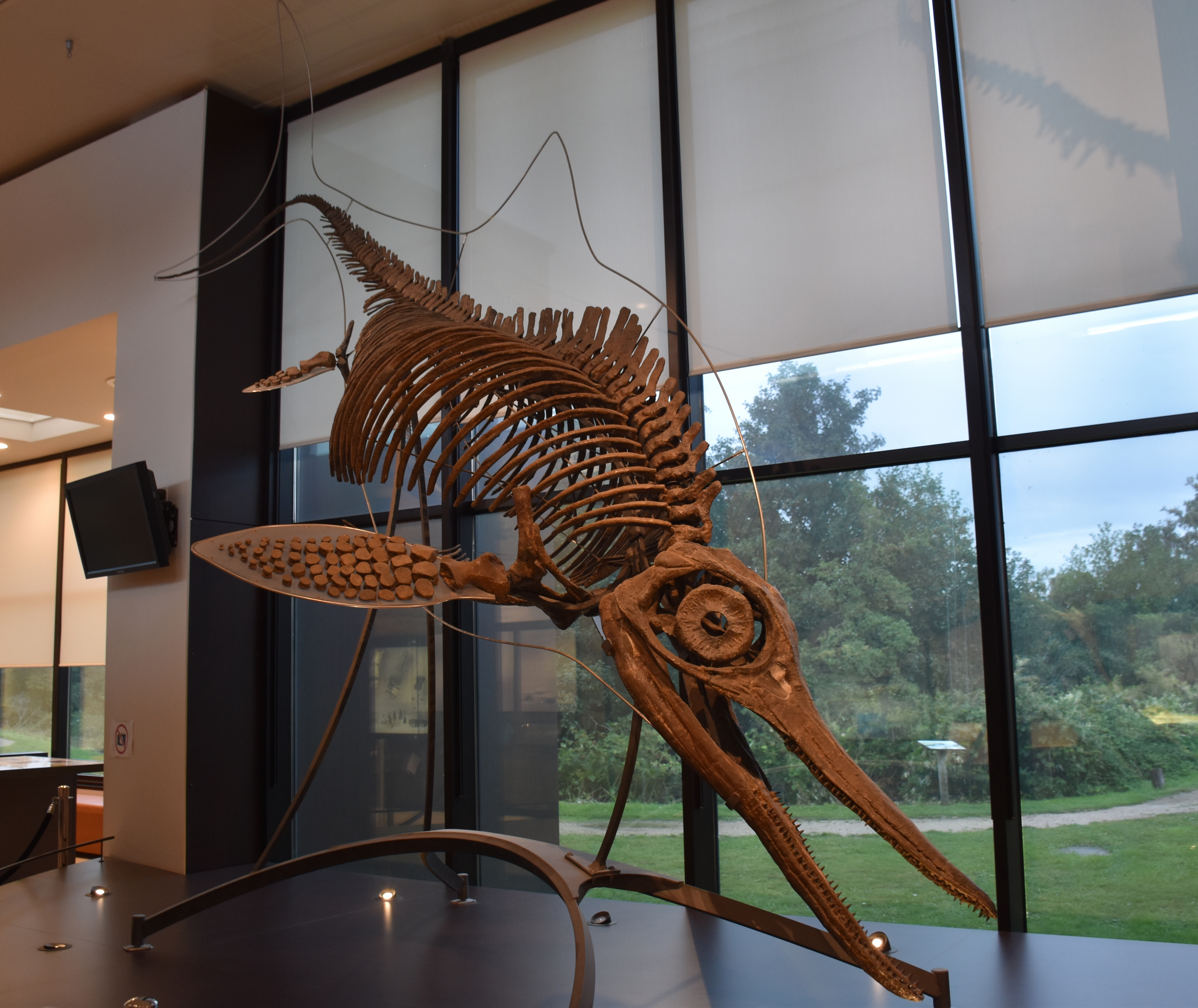
Ophthalmosaurus icenicus doté de palettes natatoires.
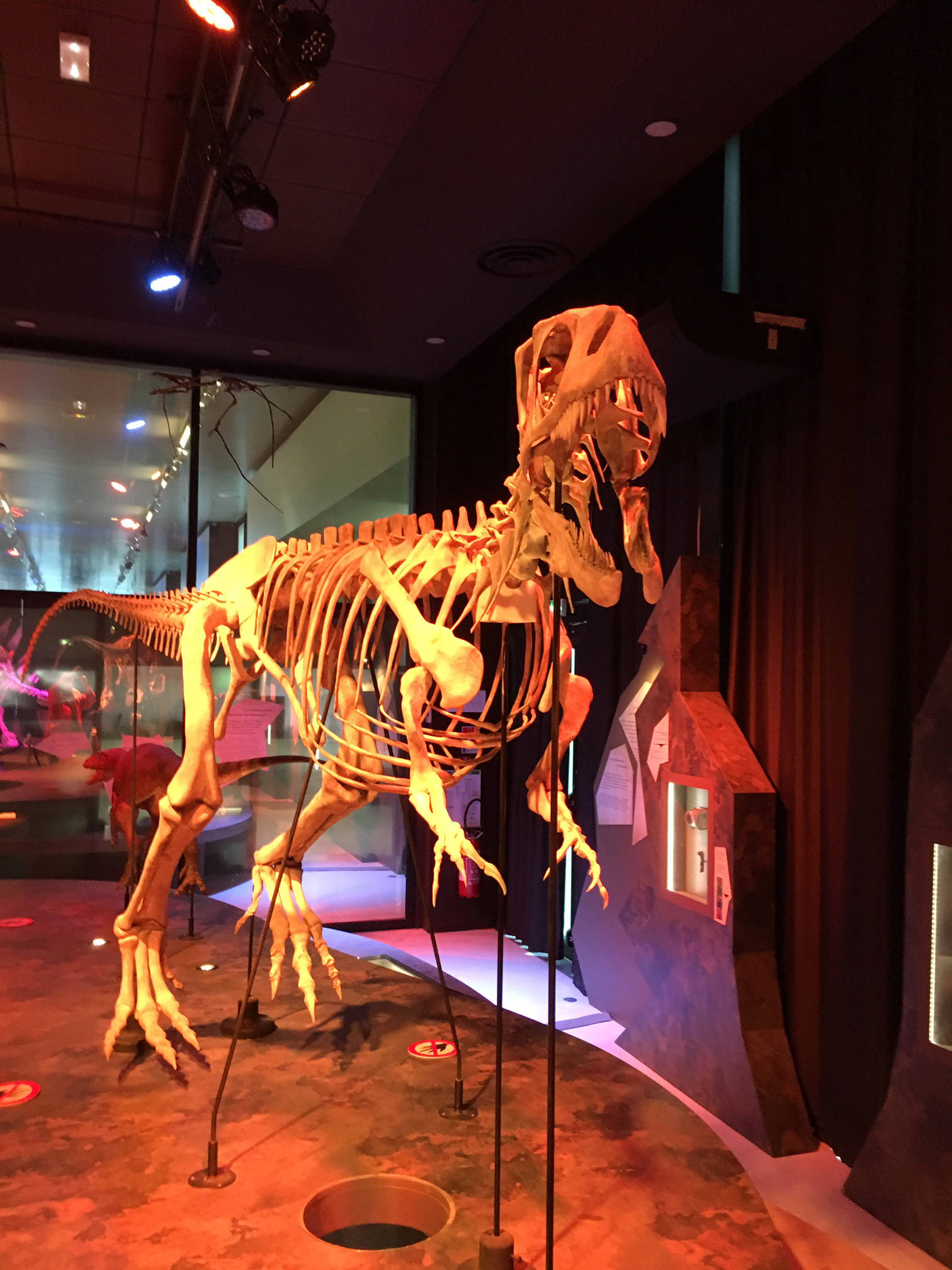
Streptospondylus altdorfensis découvert en 1770 aux bords des Vaches Noires.
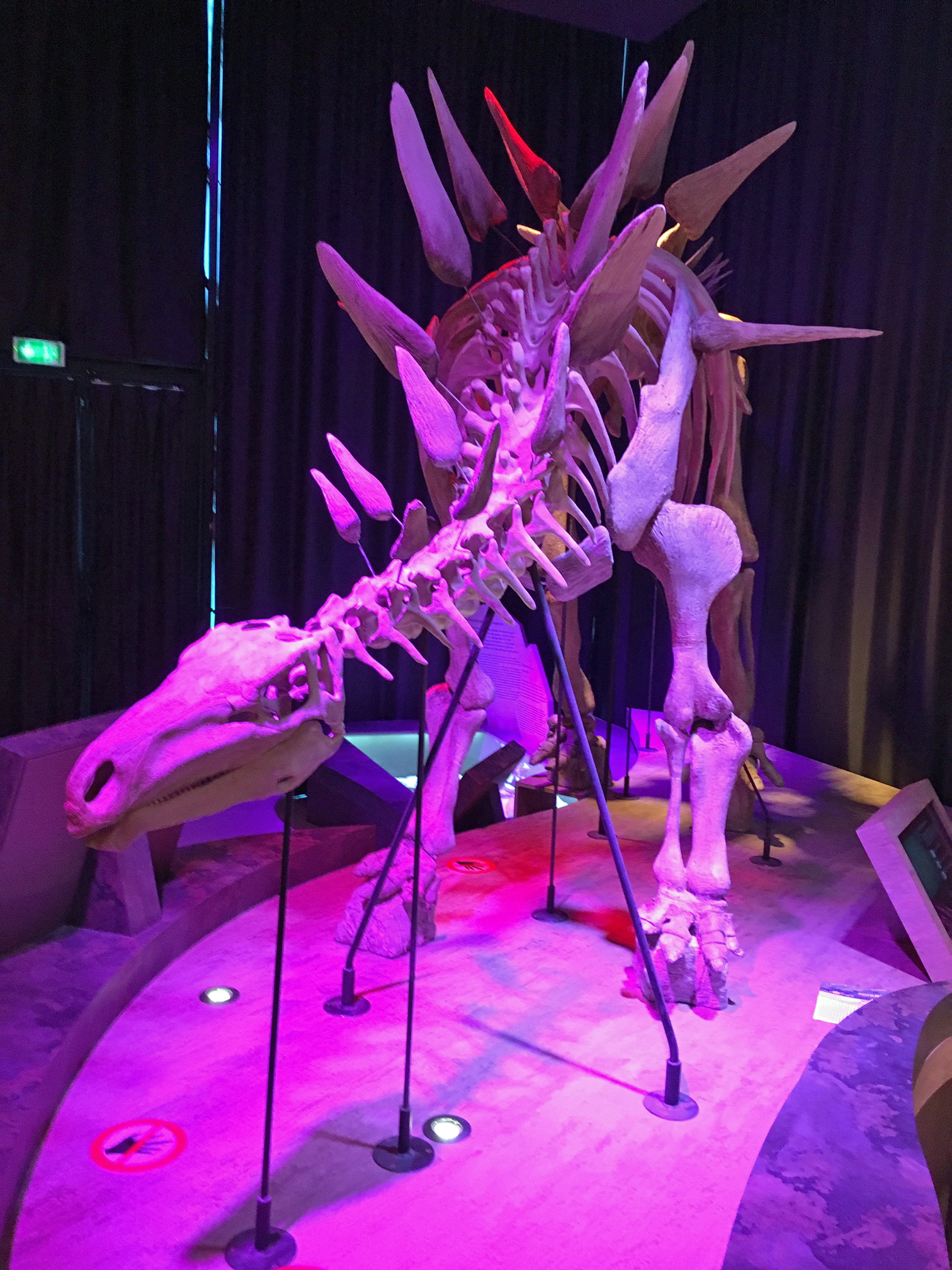
Lexovisaurus durobrivensis, caractérisé par ses plaques osseuses dorsales qui jouent un rôle dans la reconnaissance inter et intraspécifique.
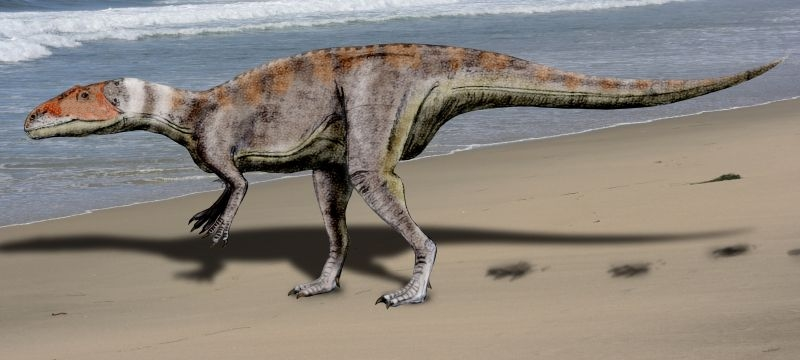
Dubreuillosaurus valesdunensis.
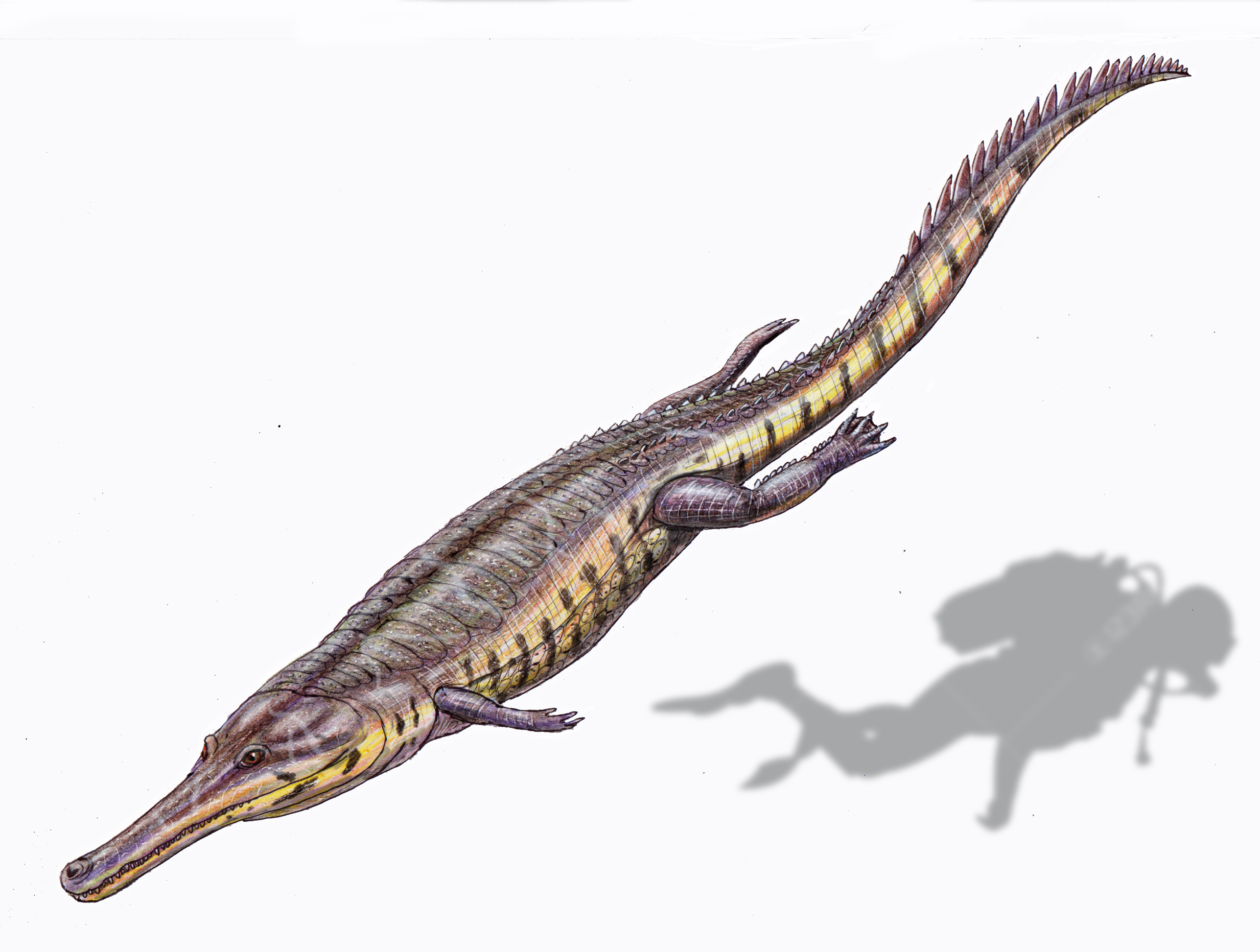
Machimosaurus buffetauti.
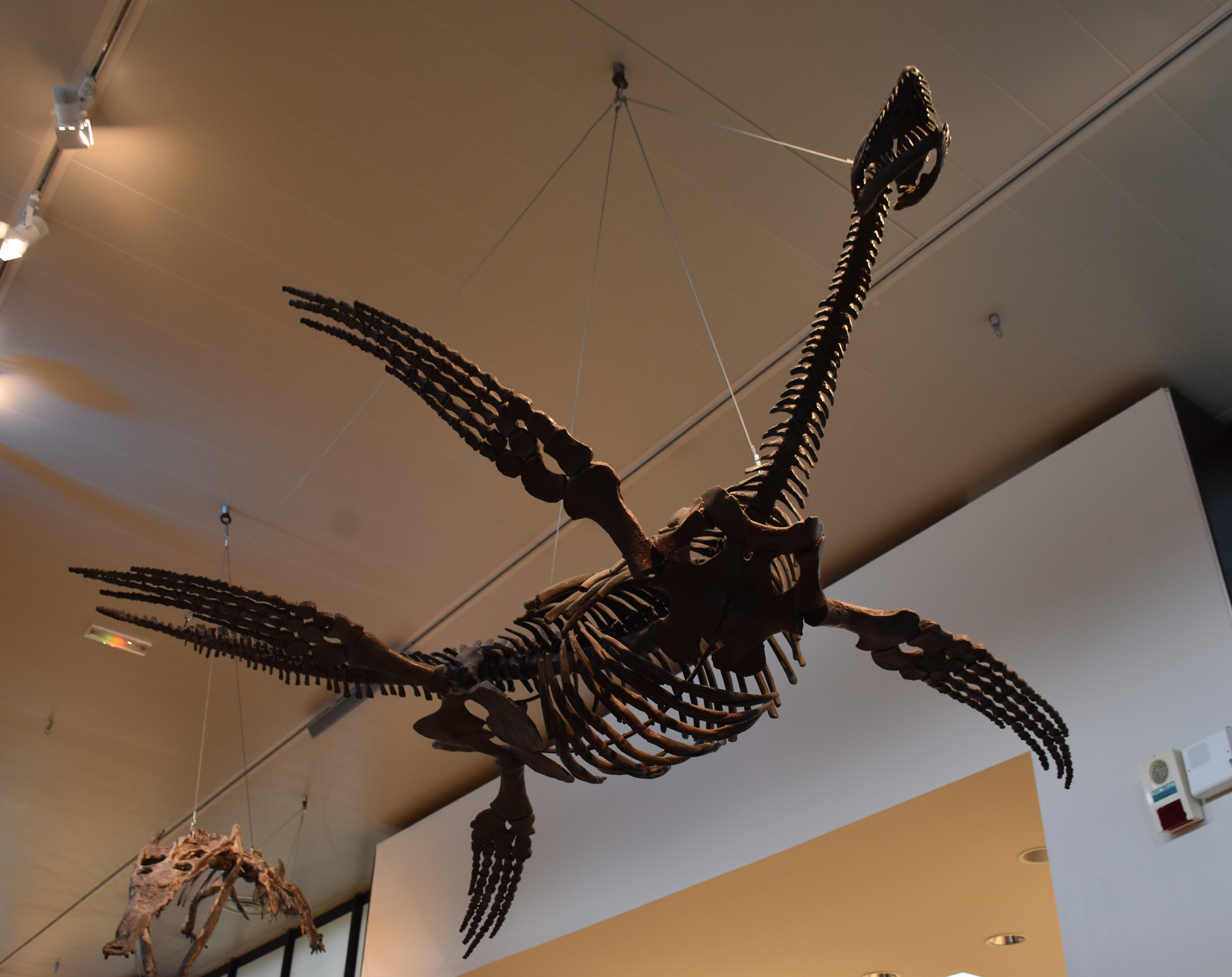
Cryptoclidus eurymerus dont la dentition  montre un régime piscivore.

## Expositions temporaires
- 2023, « Trésors des collections : fossilisations exceptionnelles »[18]
- 2022, « Croc'! Historie évolutive » (sur les crocodiles)[19]
- 2020, « Dinosaures : Nouvelles découvertes en France ! » (en partenariat avec le musée d’Angoulême et l’association Paléocharente)
- 2018-2019, « Les requins : 430 millions d’années d’évolution » (en partenariat avec le Musée océanographique de Monaco)
- 2017, « Dinosaures carnivores »
- 2016, « Au temps des mammouths »
- 2015, « Les oiseaux : l'envol des dinosaures »
- 2013, « Préhistoire(s), l'enquête »
- 2012, « Qui veut la peau des dinosaures ». Présentation de trois spécimens rares dont un dinosaure momie[20],[21]
- 2011, « Quand les dinosaures pondaient des œufs »